# 巴斯箐隧道
巴斯箐隧道（拼音：bā sī qìng suì dào）是中華人民共和國四川省攀枝花市三线大道（炳仁路）在仁和区境内的一段穿山隧道，为南北走向，连接了仁和区前进镇渡口村和仁和镇干坝塘。隧道紧邻炳仁路上另一隧道独松树梁子隧道，相距仅200米左右。

## 隧道形制
巴斯箐隧道为双洞单向行车隧道，双向共四车道。两洞分别长898米和873米，净高5米，设计行车速度40公里/小时。

## 建设历史
炳仁路或称炳仁线，是城市主干道。攀枝花市政府早在1990年代或更早即已筹划兴建，甚至当时的地图上就已标绘有炳仁线。炳仁路的勘察、设计等前期工作始于1997年，但工程直到2002年才正式开工。2002年因应攀枝花机场的建设而开工建设机场路，其中从紫荆山至今日的独松树梁子隧道北口外长约6.5公里的路段兼作炳仁线的一部分，是攀枝花市第一条双向6车道的道路（隧道内为双向4车道），于2003年10月25日建成通车。
剩余的炳仁线在工程阶段被称为炳仁路后段，投入使用时被正式命名为炳仁路。攀枝花市政府于2002年初将利用世界银行贷款建设炳仁路后段的设想上报四川省发改委；2006年10月，炳仁路后段道路工程项目初步设计才正式通过四川省发改委批复立项，中国财政部与世界银行正式签订贷款协议，该项目在世行正式立项，成为世行贷款攀枝花市环境治理项目子项。2008年6月2日，炳仁路后段巴斯箐隧道工程作为可追溯性贷款项目开工建设，为炳仁线后段道路工程PB9合同段。该隧道由中铁二十二局集团第四工程有限公司承担施工建设任务，美国生态与环境公司承担施工监理工作，施工合同总价6488万元，合同工期2年，整个建设工程完全按照FIDIC条款实施招投标和施工管理。2010年5月初双洞贯通，2011年4月28日正式通车。

## 公共交通
2014年4月1日开通的27路公交车和2017年5月6日开通的9路公交车穿行巴斯箐隧道。